# ضهر المغارة
ضهر المغارة هي إحدى القرى اللبنانية من قرى قضاء الشوف في محافظة جبل لبنان. وأغلب سكانها من المسيحيين وتبعد 20 كم جنوب بيروت